# Río Jaibo
El río Jaibo es un curso de agua del este de la isla de Cuba, afluente del río Guantánamo. Discurre por la provincia de Guantánamo.

## Descripción
Nace de las sierras que hay al noroeste de Tiguabos. Fluye en dirección sureste y termina desembocando en el Guantánamo, río del que sería el afluente más caudaloso. Aparece descrito en el cuarto tomo del Diccionario geográfico, estadístico, histórico, de la isla de Cuba de Jacobo de la Pezuela de la siguiente manera:

Tiguabos ó de la Jaiba. (río de). Afluente caudaloso y el mas principal de los que vacian en el rio Guantánamo. Nace en las faldas orientales de las sierras que corren al N. O. de Ciguabo, cerca de las cabezadas del Jaragüen, afluente del Mayare: corre al S. E. por Limas, Márcos, Sanchez, Naranjos, Ciguabos, pueblos que deja á su izquierda y por donde le orillan algunas vegas, Chapala, Jobito, Santa Catalina y otras haciendas. Doblando al S. entran por su izquierda en el Guantánamo los afluentes del Jiguabo, todos de escasa consideracion. J. de Guantánamo.
(Pezuela, 1863, p. 592)